# Orestias agassizii
Orestias agassizii, conocido popularmente como carachi negro es una especie de pez de la familia de los ciprinodóntidos en el orden de los ciprinodontiformes.

## Morfología
Los machos pueden alcanzar los 7 cm de longitud total.

## Distribución geográfica
Se encuentran en Sudamérica: en la Ecorregión de agua dulce Titicaca ubicado entre Perú y Bolivia

## Gastronomía

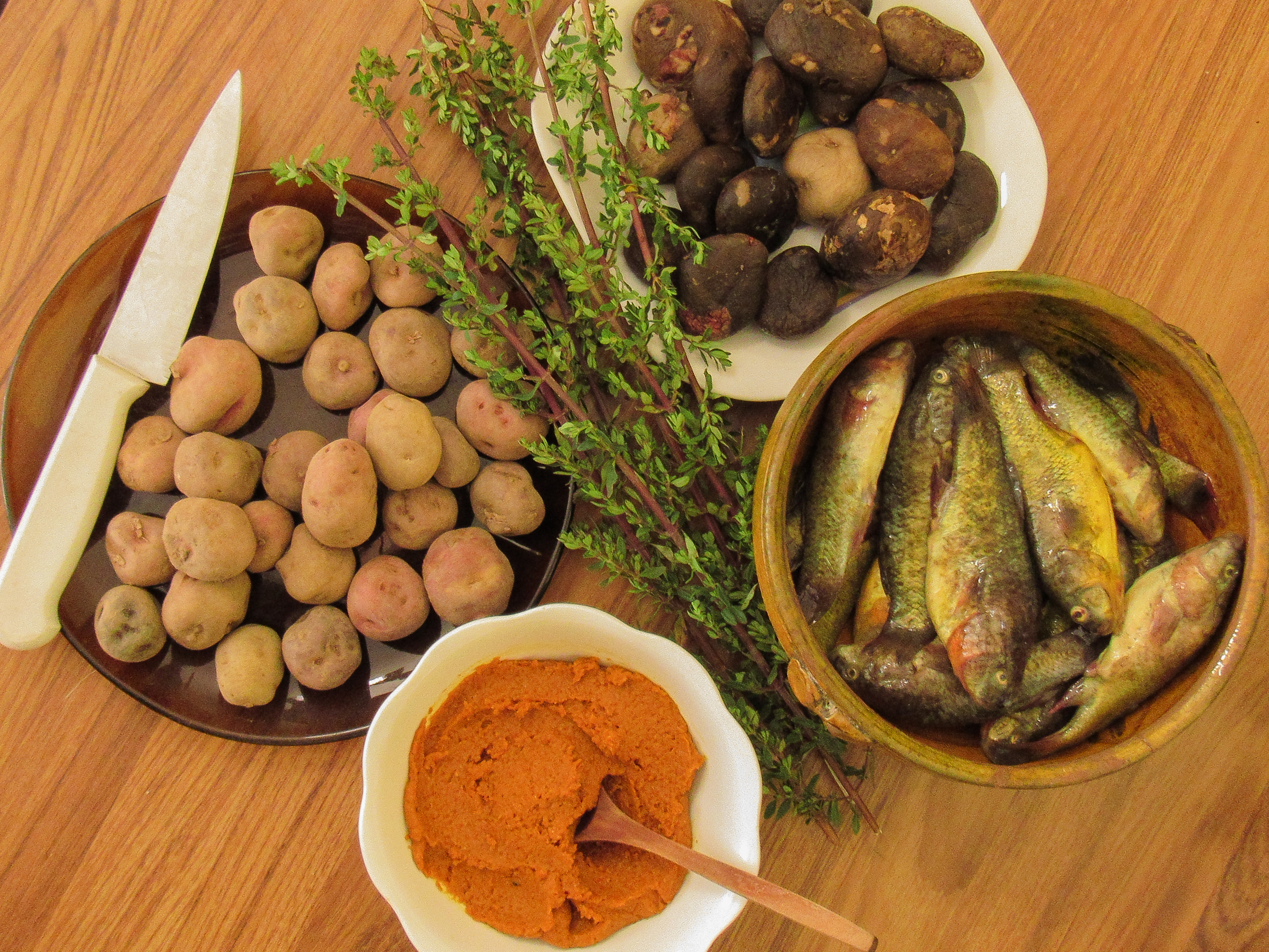
Ingredientes del wallake.

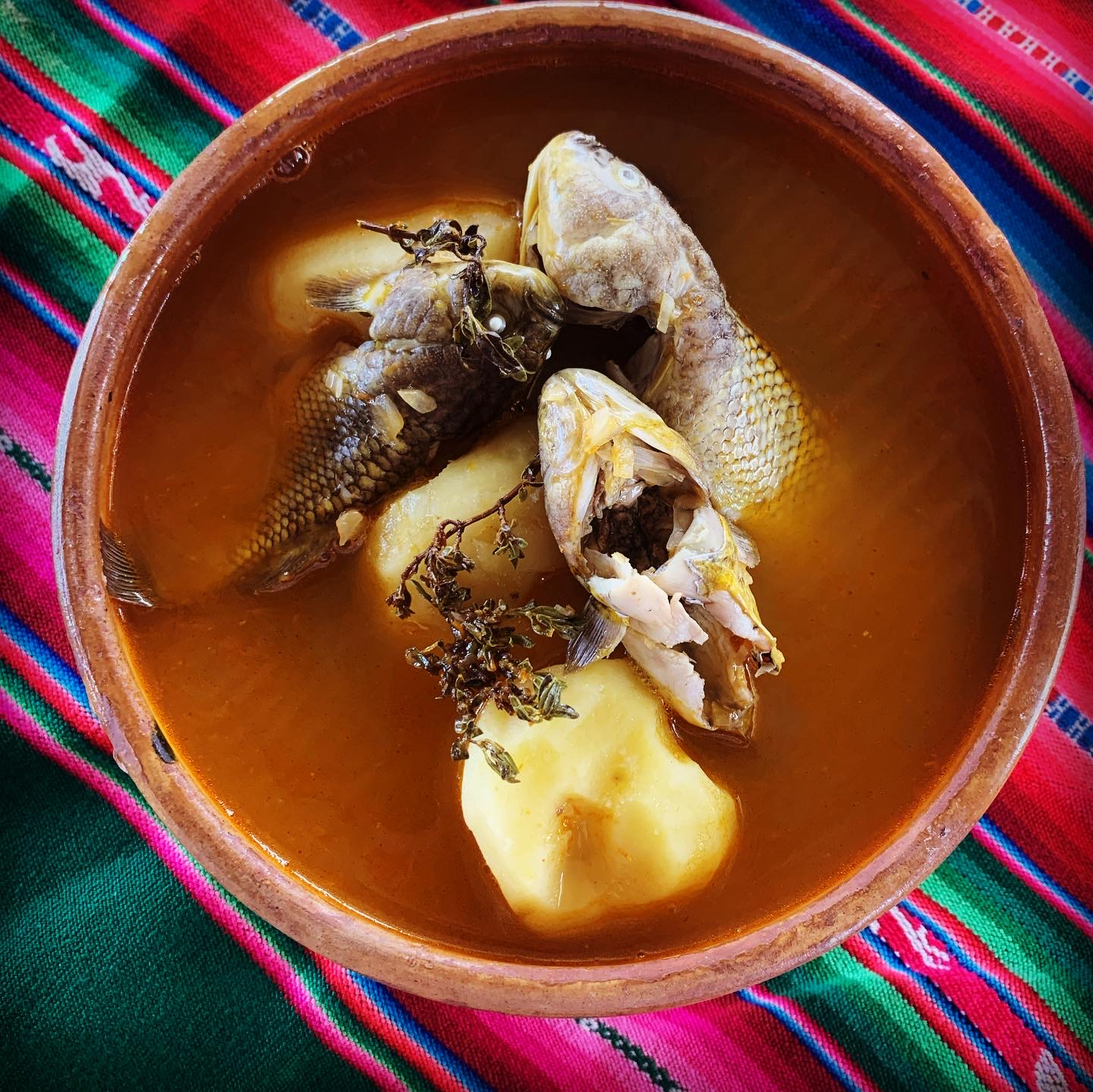
Carachi Negro.

El caldo de carachi, también conocido como timpu de carachi, wallake, wallaqi, whallaque, es un caldo de pescado de las regiones aledañas al Lago Titicaca muy consumido en las regiones altiplánicas de La Paz y en el departamento peruano de Puno.
El caldo de carachi, también llamado en el idioma aimara chaulla wallaque, mientras que en el quechua se le denomina chaulla timpu, es un potaje con sabor propio de las zonas aledañas al lago Titicaca.